# Броссак (кантон)
Бросса́к (фр. Brossac) — кантон во Франции, находится в регионе Пуату — Шаранта, департамент Шаранта. Входит в состав округа Коньяк.
Код INSEE кантона — 1608. Всего в кантон Броссак входят 12 коммун, из них главной коммуной является Броссак.
Население кантона на 2007 год составляло 2325 человек.
Коммуны кантона:
- Буасбрето
- Броссак
- Гизанжар
- Орьоль
- Пассирак
- Сен-Валье
- Сен-Лоран-де-Комб
- Сент-Сулин
- Сен-Фели
- Совиньяк
- Шатиньяк
- Шийак